# Rozsály
Rozsály là một thị trấn thuộc hạt Szabolcs-Szatmár-Bereg, Hungary. Thị trấn này có diện tích 14,87 km², dân số năm 2010 là 753 người, mật độ 51 người/km².